# Спираль (фильм, 1998)
«Спираль» (яп. らせん Расэн) — японский фильм ужасов, снятый в 1998 году режиссёром Дзёдзи Иидой по мотивам одноименного романа Кодзи Судзуки. Это продолжение фильма «Звонок» 1998 года. В американском прокат фильм называется «The Spiral» (стилизованно «Spiral») на английском языке на японском плакате и упаковке видео, и ранее он был выпущен в Северной Америке как «Rasen» (транслитерация японского названия), а также в Великобритании, Ирландии и на Филиппинах. как «Спираль».
«Звонок» и его продолжение «Спираль» были выпущены в Японии одновременно. Студия надеялась, что это увеличит доходы, потому что история «Кольцо» уже была успешным романом и телевизионным фильмом. В этих двух фильмах было несколько актеров и одна и та же производственная группа, но разные режиссеры и сценаристы; «Спираль» был написан и поставлен Дзёдзи Иида, тогда как «Звонок» был написан Хироси Такахаси и поставлен Хидэо Наката. После их выпуска «Кольцо» имело огромный успех, в то время как «Спираль» потерпела неудачу, быстро став «забытым продолжением».
Позже Такахаси и Наката были наняты для создания другого продолжения, «Звонок 2», которое заменило «Спираль» как продолжение «Звонок», не основанное на работах Судзуки, и, таким образом, в конечном итоге игнорирует историю «Спирали».

## Сюжет
После событий «Звонка» тело Рюдзи Такаямы, бывшего мужа Рэйко Асакавы и отца Ёити Асакавы, исследует его друг и соперник, патологоанатом Мицуо Андо. После того, как он находит загадочную записку в желудке Такаямы, Рэйко и Ёити также оказываются мертвыми. Вскоре Андо узнает о таинственной проклятой видеозаписи, на которой обитает дух убитой молодой женщины. Ходят слухи, что любой, кто посмотрит видео, умрет ровно через неделю. Подавленный смертью собственного ребенка и полагая, что им руководит призрак своего соперника, Андо решает посмотреть видео своими глазами. После просмотра ленты вокруг него начинают происходить странные вещи, и вскоре он обнаруживает, что беспокойный дух ленты приготовил для него другие планы.
С помощью ученицы Такаямы, Май Такано, Андо узнает больше о прошлом Рюдзи, а также о загадочной молодой женщине Садако Ямамура. В поисках правды о том, почему Рюдзи и Ёичи умерли от вируса, а Рэйко не привела его к своему боссу Ёшино. Ёшино раскрывает Андо секрет: у него есть дневник жены. Она и Рюдзи изучали проклятую видеокассету. Хотя Рэйко сняла проклятие, Рюдзи умер через неделю после просмотра записи. Рэйко считала, что создание копии снимет проклятие, но Ёити умер через неделю после просмотра записи, как и его отец. Ёшино показывает Андо и кассету, и дневник.
Когда Андо рассказывает Май Такано о том, что он сделал, она шокирована и не может понять почему, поскольку с самого начала чувствовала, что это видео убило Такаяму и его семью. Пока они разговаривают, Ёшино звонит Андо. Он признает, что хотел бы никогда не участвовать в бизнесе Рэйко. Андо считает, что Ёшино смотрел видео, но отрицает это, говоря, что слишком напуган. Однако Ёшино все же умирает.
Андо решает уничтожить видеокассеты и убедиться, что он станет последней жертвой видео. Затем он признается Май о смерти своего сына, и в конечном итоге они спят вместе. Андо спрашивает Май, будет ли она с ним, когда он умрет, но Май говорит ему, что она слишком напугана. Он понимает и решает попытаться узнать больше о вирусе, убившем Такаяму и его сына. Он обнаруживает, что вирус, убивший Ёшино, отличался от вируса, убившего отца и сына. Андо просит провести над ним тесты.
Тем временем Май Такано пропадает, а Андо, по-видимому, переживает проклятие. Он начинает чувствовать, что эта история была просто мифом, и он испытывает облегчение, когда появляется Май, но потрясен, узнав, что ее нашли мертвой, родив без признаков ребенка. Андо возвращается к работе, видит там «Май» и узнает, что она не кто иной, как Садако Ямамура, переродившаяся и утверждающая, что она «идеально двуполая». Затем он узнает, что Такаяма не помогал Андо остановить Садако, а вместо этого помогал Садако. Ёшино, друг Андо Мияшита и многие другие были убиты не вирусом или видео, а дневником Рэйко. Садако обещает помочь воскресить сына Андо в обмен на его помощь.
В конце концов, Андо возвращает Такаяму и его сына к жизни с помощью Садако. Когда Рюдзи уходит, он говорит Андо: «Пройдет много лет, прежде чем в нашем мире воцарится мир».

## Производство
По непопулярному производственному ходу, фильмы «Звонок» и «Спираль» были выпущены одновременно. Продюсеры надеялись, что это приведёт к увеличению доходов. Фильмы делались одними продюсерами и теми же актёрами, но с разными сценаристами и режиссёрами. Режиссёр и сценарист Дзёдзи Иида также был соавтором сценария фильма «Звонок: Полная версия».

### Выпуск
«Спираль» был выпущен в кинотеатрах Японии 31 января 1998 года, где его распространяла компания Toho. На Филиппинах фильм был выпущен ограниченным тиражом под названием «Spiral» 25 февраля 2004 года.
Фильм был выпущен непосредственно на DVD компанией DreamWorks в США 23 августа 2005 года под транслитерированным названием «Rasen».
Он был выпущен в высоком разрешении на дисках Blu-ray и видео по запросу в США, Канаде, Великобритании и Ирландии компанией Arrow Films под их издательством Arrow Video под названием «Spiral». «Спираль» также была включена в бокс-сет Blu-ray Ring Collection от Arrow Video.

## Критика
«Спираль» получила в основном негативную критику и была признана разочаровывающим продолжением культовой картины «Звонок». На сайте-агрегаторе оценок Rotten Tomatoes фильм получил лишь один негативный обзор критика и 27% одобрения от зрителей. На iMDb фильм получил средний балл в 5.2 из 10. Из-за плохой реакции на продолжение 1998 года был снят «Звонок 2». Он не был основан на произведениях Судзуки, поэтому в конечном итоге игнорирует историю романа «Спираль».